# Pica-pau-branco
O pica-pau-branco (Melanerpes candidus) é um pica-pau campestre, presente em quase todo o Brasil, Bolívia, Argentina, Paraguai e Uruguai. Tal pica-pau possui a cabeça e partes inferiores brancas, asas e cauda negras, e ventre amarelado. Também é conhecido pelos nomes de bilro, birro, birro-branco e cri-cri.

## Taxonomia
Em 1796, o pica-pau-branco foi descrito pela primeira vez como Melanerpes candidus pelo naturalista francês Bernhard Christian Otto, sendo que o espécime foi encontrado em Caiena. Às vezes é colocado em seu próprio gênero Leuconerpes, mas mostra muitas semelhanças na morfologia com Melanerpes. Nenhuma subespécie é conhecida (monotípica).

## Descrição
Este pica-pau pode alcança um comprimento de 24 a 27 centímetros. O manto, dorso, asas e cauda do adulto são pretos, as penas de voo sendo preto-acastanhadas acima e a parte inferior das asas sendo preto-acinzentadas. A coroa, a face, a garupa e a barriga são brancas, às vezes com algum sombreado amarelo. O macho tem o peito e a nuca amarelados, o que falta à fêmea, e ambos os sexos apresentam uma certa quantidade de amarelo na barriga. Uma estreita faixa preta vai de trás dos olhos até a nuca. Há um anel nu de pele amarela ao redor do olho, que tem uma íris amarelada. O bico é longo e cinza, mais pálido perto da base e as pernas são cinza. Os espécimes juvenis são mais castanhos e menos brilhantes do que os adultos, com as áreas claras a serem amareladas em vez de brancas. O anel orbital nos juvenis é cinza em vez de amarelo, e ambos os sexos podem ter um pouco de amarelo na nuca.

## Distribuição ehabitat
O pica-pau-branco tem grande distribuição na América do Sul a leste da Cordilheira dos Andes. Sua distribuição se estende do Suriname e da Guiana Francesa, passando por grande parte do Brasil, ao sudeste do Peru, Bolívia, Paraguai, Uruguai e norte da Argentina. É encontrado em altitudes de até cerca de dois mil metros. Ele não é migratório, mas propenso a fazer movimentos de curta distância. Seu habitat são bordas de floresta, floresta aberta e seca, savana arborizada, matagal com árvores dispersas, plantações, pomares, parques e manguezais. É oportunista e adaptável, sendo visto nos subúrbios da cidade e expandindo seu alcance em áreas de madeira derrubada.

## Ecologia
Grupos de até dez espécimes às vezes podem ser vistos voando com batidas de asas flexíveis em procissão. A alimentação é variada e inclui frutos, frutos silvestres e sementes, sendo a ave um importante agente dispersor de algumas espécies de sementes. Ele forrageia em grupos familiares barulhentos e também invade ninhos de abelhas selvagens e vespas, alimentando-se de insetos adultos, larvas e mel. Reproduz-se entre setembro e novembro. Às vezes, pode nidificar em comunidade, mas muito pouco se sabe sobre seus hábitos de reprodução.

## Status
O pica-pau-branco tem um alcance extremamente grande, estima-se que a espécie pode se distribuir por mais de dez milhões de quilômetros quadrados. Além do mais, parece estar estendendo seu alcance no extremo sul de sua distribuição. Embora seja uma ave geralmente incomum em decorrência de uma distribuição um tanto irregular, acredita-se que a população total esteja aumentando, o que fez a União Internacional para a Conservação da Natureza avaliar seu status de conservação como conservação como "pouco preocupante".